# Aucklandski pristaniški most
Aucklandski pristaniški most je osempasovni avtocestni most čez pristanišče Waitematā v Aucklandu na Novi Zelandiji. Združuje se z zalivom St Marys Bay na strani mesta Auckland in Northcote na strani severne obale. Je del državne avtoceste 1 in severne avtoceste Auckland. Most upravlja NZ Prometna agencija (NZTA). Je drugi najdaljši cestni most na Novi Zelandiji in najdaljši na Severnem otoku.
Prvotni notranji štirje pasovi, odprti leta 1959, so izdelani kot škatlast nosilec. Dva pasova sta bila dodana na vsako stran v letih 1968–1969 in imata ortotropno škatlasto konstrukcijo, ki sta konzolno nameščeni nad prvotnimi stebri. Most je dolg 1020 m, z glavnim razponom 243,8 metra, ki se dviga 43,27 metra nad visoko vodo in omogoča ladjam dostop do globokomorskega pomola v rafineriji sladkorja Chelsea, enega nekaj takih pomolov zahodno od mostu.
Čeprav pogosto velja za ikono Aucklanda, mnogi vidijo gradnjo mostu brez pasov za pešce, kolesarskih in železniških naprav kot velik spregled. Leta 2016 je dodatna struktura, ki zagotavlja stezo za pešce in kolesarje, imenovana SkyPath, prejela odobritev financiranja Sveta in soglasje za načrtovanje, vendar ni bila zgrajena. Leta 2021 je novozelandska vlada napovedala samostojni most za pešce in kolesarje, imenovan Northern Pathway, vendar prav tako ni bil zgrajen.
Približno 170.000 vozil prečka most vsak dan (od leta 2019), vključno z več kot 1000 avtobusi, ki prepeljejo 38 % vseh ljudi, ki prečkajo most v jutranji konici.

## Ozadje
Pred odprtjem mostu leta 1959 je bila najhitrejša pot od Aucklanda do severne obale s potniškim ali avtomobilskim trajektom. Po cesti je bila najkrajša pot po severozahodni avtocesti (takrat dokončana samo med Great North Road in Lincoln Road), Massey, Riverhead in Albany, razdalja približno 50 km.
Že leta 1860 je inženir Fred Bell po naročilu kmetov s severne obale, ki so želeli črede živali peljati na trg v Aucklandu, predlagal prehod pristanišča v splošni bližini mostu. Uporabil bi plavajoče pontone, vendar načrt ni uspel zaradi ocene stroškov v višini 16.000 funtov (1,9 milijona dolarjev, prilagojeno inflaciji od marca 2017). Leta 1927 in 1929 so bile predlagane dodatne strukture za most, ki bi prečkal pristanišče.
V 1950-ih, ko so gradili most, je bila Severna obala večinoma podeželsko območje s komaj 50.000 prebivalci, z malo delovnimi mesti in stopnjo rasti, ki je bila pol nižja od Aucklanda južno od pristanišča Waitematā. Odprtje območja po novi poti je sprostilo potencial za nadaljnjo širitev Aucklanda.

## Gradnja

### Začetna struktura
Priporočila projektantske skupine in poročilo kraljeve komisije iz leta 1946 so predvidevala pet ali šest prometnih pasov, pri čemer naj bi bil eden ali dva obrnjena smer glede na tok prometa, na vsaki strani pa je bila pešpot za pešce. Slednje značilnosti so bile opuščene zaradi stroškov pred začetkom gradnje, prva nacionalna vlada Nove Zelandije se je odločila za 'varčevalno' zasnovo štirih pasov brez pešpoti in vključno z omrežjem pristopnih cest šele po lokalnem negodovanju zaradi prometnih učinkov. Odločitev o zmanjšanju mostu na ta način so poimenovali »zveneč dokaz […] nevarnosti kratkoročnega razmišljanja in grabljenja«. 1. decembra 1950 je bila z zakonom parlamenta ustanovljena Auckland Harbour Bridge Authority, ki ji je predsedoval Sir John Allum, takratni župan Auckland Cityja, ki je imenoval britansko podjetje Freeman Fox & Partners za načrtovanje mostu.
Gradnja mostu je trajala štiri leta, oktobra 1954 pa sta Dorman Long (ki je zgradil Sydneyjski pristaniški most) in Cleveland Bridge & Engineering Company sklenila pogodbo za gradnjo mostu. Prva faza gradnje je vključevala melioracijo zemlje v marini Westhaven, ki je bila dokončana do septembra 1955. Kosi jeklene nosilne konstrukcije so bili izdelani v Angliji in poslani na Novo Zelandijo. Jekleno mostno konstrukcijo so začeli postavljati decembra 1956. Pri gradnji je bilo zaposlenih na stotine delavcev, vključno s 180 moškimi, poslanimi iz Združenega kraljestva. Napredek je bil upočasnjen s stavko delavcev v letih 1956 in 1957. Veliki odseki jeklenih nosilcev so bili delno vnaprej sestavljeni, nato pa so jih namestili na gradbene barže. Eden od glavnih razponov je bil skoraj izgubljen v nevihtnem vremenu, ko je barko začelo odnašati, vendar je vlačilec William C Daldy zmagal v 36-urnem vlečenju vrvi proti močnemu vetru.
Most je bil zgrajen iz nasprotnih strani pristanišča. Južni del je bil konzolen, dokler nista bili obe strani združeni marca 1959. Končan aprila 1959, tri tedne pred predvidenim rokom, je bil most uradno odprt 30. maja 1959 s strani generalnega guvernerja Lorda Cobhama. Izveden je bil dan odprtih vrat, ko se je čez sprehodilo 106.000 ljudi. Obdobje otvoritve je bilo izjemno naporno, kljub slabemu vremenu v Aucklandu junija 1959. V nesrečah med gradnjo so umrli trije ali štirje moški, imena treh pa so zapisana na spominski plošči pod mostom na koncu Northcote.
Zasnova votlega nosilca, ki so jo oblikovali Freeman, Fox and Partners design, je bila brez primere na Novi Zelandiji in ni bila v skladu z gradbenimi predpisi iz 1950-ih na Novi Zelandiji. Prvotni načrti za most so bili izjemno vitka konstrukcija, debela le 2,9 metra, zaradi konkurenčnih specifikacij dveh zainteresiranih strani: Državni odbor za ceste je določil naklon in lokacije, kjer bi se most lahko dvignil od obale na obeh straneh pristanišča, medtem ko je Auckland Harbour Board zahteval odprtino 43,5 metrov nad točko visoke plime. Komisar za javna dela Bob Norman, zaskrbljen zaradi ozke zasnove mostu, se je poskušal pogajati z odborom za ceste in pristaniškim odborom za dodatno širino mostu. Pristaniški odbor je zahteval 43,5-metrsko razdaljo, da je lahko celotna flota ladij, ki delujejo na Novi Zelandiji, plula po pristanišču, med katerimi je bila največja ladja za križarjenje P&O SS Canberra. Norman je trdil, da je zelo malo verjetno, da bo Canberra uporabila edini večji dok zahodno od mostu pri rafineriji sladkorja v Chelseaju, zato se je pristaniški odbor strinjal z manjšo odprtino. To je omogočilo podjetju Freeman Fox in partnerji, da so preoblikovali most in povečali širino globokega sredinskega razpona z 2,9 metra na 4,12 metra. Do 1970-ih so se pri številnih škatlastih mostovih začele pojavljati strukturne težave, na primer most West Gate Bridge v Melbournu, ki so ga zasnovali Freeman Fox in partnerji, ki se je med gradnjo leta 1970 porušil. Aucklandski pristaniški most je pregledalo projektantsko podjetje, ki je ugotovilo, da se je ojačitveni člen upognil za 61 mm, zato je bilo odločeno, da se ojača sistem nosilcev mostu.
Most, ki je bil plačan s posojili, ki jih je podprla vlada, se je začel kot cestninski most, prvi na Novi Zelandiji, s cestninskimi postajami na severnem koncu za promet v smeri severa in juga. Cestnine so bile prvotno 2/6 (2 šilinga in šest penijev: približno 5,50 $ leta 2018) na avto, vendar so bile po 15 mesecih delovanja znižane na 2/- (2 šilinga: približno 4,47 $ leta 2018). Cestnina je ostala pri 2 šilingih, dokler se Nova Zelandija julija 1967 ni spremenila v decimalno valuto, ko je ta znesek pri pretvorbi postal 20 centov. Leta 1980 so ga zvišali z 20 na 25 centov (približno 1,21 $ leta 2018). Cestninjenje je bilo pozneje uvedeno samo proti severu, preden so ga ukinili 31. marca 1984, kabine pa so odstranili. Cestninski sistem je bil odpravljen, ko so stroški pobiranja začeli presegati dobiček. Ko se je to zgodilo, je uprava mostu vprašala, ali bo Državni odbor za ceste prevzel operacije, če bodo cestninske postaje odstranjene, s čimer so se strinjali. Ko je most postal brezplačen, je bila večina osebja Auckland Harbour Bridge Authority vključena v odbor za ceste.
Nekateri kritiki so trdili, da je bila postavitev državne avtoceste 1 čez most motivirana s potrebo po ustvarjanju prihodkov od cestnin in je povzročila desetletja dolgo zamudo pri dokončanju zahodne obvoznice okoli Aucklanda, kar je znatno prispevalo k potrebi po masivni avtocesti skozi mestno središče Aucklanda in močno poškodovana mestna predmestja, kot sta Freemans Bay in Grafton.

### 'Nippon clip-ons'
Most je bil prvotno zgrajen s štirimi prometnimi pasovi. Zaradi hitrega širjenja predmestij na severni obali in vse večjega prometa je bilo kmalu potrebno povečati zmogljivost; do leta 1965 je bila letna uporaba približno 10 milijonov vozil, kar je trikrat več od prvotne napovedi. Leta 1967 je bila dana pogodba japonskemu podjetju Ishikawajima-Harima Heavy Industries Co., Ltd. (zdaj IHI Corporation) za izdelavo dveh jeklenih škatlastih mostov, pritrjenih na pristaniški most, da bi močno povečali število voznih pasov na mostu. Sekcije nosilcev so bile montažne na Japonskem in prepeljane na Novo Zelandijo na predelanem naftnem tankerju. Vzhodni del je bil dokončan januarja 1969, medtem ko je bil zahodni del dokončan malo preden so bili dodatni pasovi uradno odprti 23. septembra 1969. Vsaka stran je na most dodala dva dodatna pasova, s čimer se je število pasov podvojilo na osem.
Ker je dele izdelovalo japonsko podjetje, je to pripeljalo do vzdevka 'Nippon clip-ons'. Izbira podjetja je veljala za drzno potezo v tistem času, komaj 20 let po drugi svetovni vojni in s precejšnjim protijaponskim sentimentom, ki je še vedno prisoten. Stroški dodatkov so bili veliko višji, kot če bi bili dodatni pasovi zagotovljeni na začetku.
Dodatke so pestile pomembne težave. Leta 1987 so razpoke zahtevale večja popravila, leta 2006 pa so bile ugotovljene nove razpoke in znaki utrujenosti materiala. Dodatki naj bi imeli prvotno pričakovano življenjsko dobo 50 let. Prometni odbor mestnega sveta Aucklanda je od Transit New Zealand zahteval, da razišče prihodnost kot del desetletnega načrta. Transit je opozoril, da načrt že vključuje nekaj sredstev za vzdrževanje mostov.
Maja 2007 je Transit predlagal spremembo podzakonskega predpisa, ki prepoveduje vozila, težja od 4,5 tone, na zunanjem voznem pasu na vsakem dodatku, da bi zmanjšali obremenitev konstrukcije. To je bilo julija 2007 spremenjeno v podzakonski predpis, ki prepoveduje vozila, težka 13 ton ali več, na podlagi visoke stopnje prostovoljnega izpolnjevanja predpisov v prejšnjih mesecih.
Leta 2007 je bilo objavljeno, da je bilo kot del dobre prakse predloženih 45 milijonov NZ$ za vzdrževalna dela na dodatkih. Oktobra 2007 se je v tisku pojavilo poročilo skupine Beca iz leta 2006, v katerem je navedeno, da so dodatki v nevarnosti katastrofalne, takojšnje okvare v okoliščinah, kot je prometni zastoj, v katerem se je ujelo veliko tovornjakov. Transit je ugotovil, da je ta situacija zelo malo verjetna in da bi že izvedeni ukrepi preprečili, da bi do nje prišlo. Januarja 2008 je postalo znano, da bo tudi po večmilijonskih vzdrževalnih delih morda potrebna popolna prepoved tovornjakov na vseh pasovih ali pa se bo življenjska doba skrajšala na le še deset let.
Konec leta 2009 je bilo objavljeno, da so se zaradi zahtevnosti naloge, ki je bila večja od pričakovane, in naraščajočih materialnih stroškov za 920 ton armaturnega materiala namesto približno polovične količine prvotno predvidenega, stroški vzdrževanja povečali še za NZ 41 milijonov dolarjev. NZTA je opozorila, da dodatkov po končanih trenutnih delih ne bo mogoče ponovno okrepiti. Vendar pa bi po zaključku nadgradnje most imel nadaljnjo življenjsko dobo med 20 in 40 leti, če bi čez 10–20 let ponovno uvedli omejitve za tovornjake na severnem priključku.

## Vodenje prometa
Vzpostavljen je sistem »plimskega toka«, pri čemer je smer dveh sredinskih pasov spremenjena, da se zagotovi dodaten pas za promet v konicah. Med jutranjo konico je pet od osmih pasov za promet proti jugu; popoldan pet pasov proti severu. Včasih so vozni pasovi enakomerno razdeljeni, vendar je promet v konicah sorazmerno manjši – leta 1991 je bila razlika v smernem prometu pogosto višja od 3:1; leta 2006 je to padlo na približno 1,6:1. Most ima ocenjeno zmogljivost 180.000 vozil na dan, leta 2006 pa je imel povprečno količino 168.754 vozil na dan (v primerjavi s 122.000 leta 1991).
Marca 1982 sta Ministrstvo za promet in Auckland Harbour Bridge Authority izvedla enotedenski prometni nadzor, da bi izboljšala standard vožnje. Od 600.000 vozil, ki so v tem obdobju uporabljala most, so jih 6.000 ustavili, polovica jih je prejela kazen, ostali pa so bili opozorjeni. Nekaj tednov pozneje je potekal drugi nadzor, ki je trajal 36 ur.
Dolga leta so smeri voznih pasov označevali nadzemni signali. V poznih 1980-ih so se zgodile številne čelne nesreče s smrtnim izidom, ko so vozila prečkala označbe voznega pasu na pot nasproti vozečega prometa. Leta 1990 je bila postavljena premična betonska varnostna ograja, ki je ločila nasprotno smerni promet in preprečila čelno nesrečo. Dva posebej zasnovana stroja za prenos pregrad sta štirikrat na dan premaknila pregrado za en pas s hitrostjo 6 km/h, kar je bila prva betonska varnostna pregrada te vrste, nameščena na škatlastem mostu na svetu.
Marca 2009 so bili zamenjani stroji za prenos pregrad, ki so zdržali štirikrat več kot prvotna načrtovana življenjska doba petih let. Novi stroji lahko pregrado premaknejo v polovičnem času kot stari stroji. Betonski pregradni bloki in kovinski raztezni bloki so bili zmanjšani v širino za 200 mm, kar je omogočilo večjo širino v pasovih na obeh straneh pregrade.
Kot del projekta Victoria Park Tunnel je bila premična pregrada razširjena proti jugu do priključka Fanshawe Street.

### Vodenje dogodkov
Kot del velikih dogodkov, kot je maraton v Aucklandu, se običajne omejitve dostopa do avtocest včasih sprostijo. Decembra 2011 je bil kolesarjem prvič uradno dovoljen vstop na most za dirko/skupnostni kolesarski dogodek, ki so ga organizirali Telstra Clear, Auckland Transport, NZTA in Cycle Action Auckland, kolesarje pa je dovolil tudi na severni avtobusni progi. Do 9000 kolesarjev je bilo zaščitenih s 160 stoječimi avtobusi, ki so bili uporabljeni kot 'častna straža' med koncem mostu in severnim avtobusom pred prometom na preostalem delu avtoceste, ki bo ostal odprt.

## Predlagana peš in kolesarska pot

### Izvirni predlog
Ko je bil most zgrajen, so bile železniške proge in sprehajalne poti opuščene zaradi stroškov in tudi niso bile vključene med gradnjo dodatkov (ljudje se lahko sprehodijo po mostu samo z vodenimi ogledi). Po povečanem pokroviteljstvu javnega prevoza v Aucklandu v zgodnjih 1990-ih je Ministrstvo za delo in razvoj raziskalo, ali bi lahko dodatka uporabili za sistem lahke železnice, kar so ugotovili, da je izvedljivo, če bi se pasove uporabljalo izključno za ta namen. Leta 2007 so potekale razprave o dodajanju kolesarske in pešpoti. Transit je opozoril, da bi to stalo med 20 in 40 milijoni novozelandskih dolarjev, vendar je bila javna podpora ocenjena kot zelo visoka. Skupina GetAcross in Cycle Action Auckland (kasneje preimenovana v Bike Auckland) sta trdila, da so na voljo cenejše možnosti in da bi bilo mogoče razmeroma enostavno vključiti ureditev peš in kolesarske steze v dela za krepitev mostu, ki so bila načrtovana za dodatka.
Predlog iz leta 2008 o spremembi in morebitni razširitvi za dodajanje peš in kolesarskih poti je naletel na različne odzive. Medtem ko sta regionalni svet Aucklanda in mestni svet North Shore glasovala za podporo (pod določenimi pogoji), je mestni svet Aucklanda menil, da so stroški previsoki. Druge zainteresirane strani, kot je Agencija za promet Nove Zelandije (NZTA), so menile, da predlog nima dovolj ugodnosti za ceno 22–53 milijonov dolarjev, čeprav so nosilci kampanje opozorili, da so stroški, navedeni za projekt, vključevali 45 % nepredvidenih stroškov. Predlog regionalnega sveta Aucklanda (eden od predlagateljev), da se del strukture za pripenjanje odpre za poskusno uporabo pri hoji/kolesarjenju v več poletnih vikendih, da se pokaže, ali bo privabil dovolj uporabnikov, ni bil sprejet.
Skupina GetAcross je na svoji spletni strani predstavljala predlagano rešitev za peš/kolesarjenje, imenovano SkyPath. Po letih kampanje je laburistična stranka pred splošnimi volitvami leta 2017 obljubila financiranje prehoda Harbour Bridge, znanega kot Skypath. Ko so bili laburisti v vladi, je bil projekt predan prometni agenciji Waka Kotahi / Nova Zelandija, ki je leta 2019 izdala revidiran dizajn.
Julija 2023 je Bike Auckland izdal poročilo podjetja SmartSense Limited, v katerem je obravnaval ključne pomisleke glede prerazporeditve pasu na motornem mostu za hojo in kolesarjenje ter predlagal oblikovno rešitev za ublažitev varnostnih pomislekov
6. avgusta 2023 je Waka Kotahi objavil svoj načrt prehodov pristanišča Waitematā, ki vključuje predor za lahko železnico in predor za motorni promet pod pristaniščem ter hojo in kolesarjenje po dveh pasovih obstoječega Pristaniškega mostu. Gradnja naj bi se začela do leta 2029. Napoved Waka Kotahija je, da bi 6400 ljudi vsak dan hodilo in kolesarilo čez Auckland Harbour Bridge.
Bike Auckland še naprej zagovarja, da Waka Kotahi osvobodi Lane, in navaja, da bo Waka Kotahijev projekt povezav Waitematā trajal predolgo, da bi vzpostavil povezavo za hojo in kolesarjenje čez pristanišče. Njihova kampanja je pritegnila podporo različnih organizacij, ki so pozvale Waka Kotahija, naj zdaj osvobodi vozni pas, da bi prebivalcem Aucklanda omogočil cenovno dostopnejše in trajnostne možnosti prevoza, in da bi bil to ključni simbol podnebnih ukrepov.

### Samostojni most
Junija 2021 je minister za promet Michael Wood napovedal, da bo na vzhodni strani mostu Auckland Harbour Bridge zgrajen nov samostojen most za pešce in kolesarje. Most je bil ocenjen na skupno vrednost 785 milijonov dolarjev in je imel podporo župana Aucklanda Phila Goffa, ki je dejal, da bo koristil prebivalcem Aucklanda in turistom.
Načrt je bil deležen kritik zagovornikov kolesarjenja, tovornjakov in drugih prevozov, pa tudi vladnih opozicijskih strank. Oktobra 2021 je Wood objavil, da je bil projekt opuščen zaradi pomanjkanja javne podpore. Povedal je, da je Waka Kotahi porabil 51 milijonov dolarjev za načrte, svetovalce in inženirske načrte za projekt do konca septembra, končni porabljeni znesek pa ni znan.

### Osvobodite vozni pas
Leta 2022 je Waka Kotahi potrdil, da ne bo ponudil preizkusa hoje in kolesarjenja po pristaniškem mostu v Aucklandu zaradi pomislekov glede varnosti ljudi, ki uporabljajo vozni pas, in motornih zastojev na mostu.
Julija 2023 je Bike Auckland izdal poročilo svetovalca SmartSense Limited, ki obravnava ključne pomisleke Wake Kotahija glede prerazporeditve voznega pasu na motornem mostu za hojo in kolesarjenje, vključno z oblikovalsko rešitvijo za ublažitev varnostnih pomislekov. Poročilo je razkrilo, da se je obseg motornega prometa zmanjšal, zaradi česar je na mostu ostal prostor za prerazporeditev enega pasu za hojo, kolesarjenje in vožnjo s kolesi, »brez pomembnega vpliva na motorni promet«. Bike Auckland še naprej zagovarja Wako Kotahi, da osvobodi pas, in navaja, da bo projekt povezav Waka Kotahi Waitematā trajal predolgo, da bi vzpostavil povezavo za hojo in kolesarjenje čez pristanišče. Njihova kampanja je pritegnila podporo različnih organizacij, vse pa so pozivale Waka Kotahija, naj takoj osvobodi pas. Razlogi za njihovo podporo segajo od zagotavljanja cenovno dostopnejših in trajnostnih možnosti prevoza prebivalcem Aucklanda do tega, da je to ključni ukrep za blažitev podnebnih ukrepov in zmanjšanje emisij.

## Koristi
Most podpira več komunalnih storitev, vključno z vodovodom in plinovodom ter telekomunikacijskimi kabli iz optičnih vlaken.
Transpower je leta 2005 dosegel dogovor s Transitom za namestitev kabelskih nosilcev pod mostom za prihodnji napajalni kabel čez pristanišče. Leta 2012 je Transpower namestil tri 220.000-voltne kable na mostu, ki povezujejo postajo Hobson Street v Auckland CBD s postajo Wairau Road na severni obali.

## Skok z elastiko
Operater bungyja AJ Hackett upravlja 40-metrski skok z elastiko (bungy jump) z mostu in ponuja vzpon na most s pogledom na mesto in pristanišče.
Posnetek prvega skoka se je pojavil v The Bridge (2002), novozelandskem televizijskem dokumentarcu o pristaniškem mostu v Aucklandu režiserja Bryana Brucea.

## Drugi pristaniški prehod
Skoraj takoj, ko je bil most zgrajen, je dosegel zmogljivost, preden so ga razširil z dodatki, in drugo prečkanje pristanišča je bilo obravnavano. Zaradi visokih stroškov in težav pri priključitvi na avtocestno omrežje so načrti doslej ostali v fazi zasnove. Leta 2008 je študijska skupina zožila okoli 160 možnosti na povezavo z več predori približno en kilometer vzhodno od mostu, z do štirimi posameznimi predori za avtocesto, javni prevoz in železnico.
6. avgusta 2023 je Waka Kotahi objavil svoj načrt Waitematā Harbour Crossings, ki vključuje predor za lahko železnico in predor za motorni promet, s hojo in kolesarjenjem po dveh pasovih obstoječega Pristaniškega mostu. Gradnja naj bi se začela leta 2029. Napoved Waka Kotahija je, da bi 6400 ljudi vsak dan hodilo in kolesarilo čez Auckland Harbour Bridge.

## 2020 strukturna škoda
Septembra 2020 je močan veter povzročil, da se je težko tovorno vozilo prevrnilo in trčilo v konstrukcijo mostu ter povzročilo znatno škodo. Začasna popravila so bila izvedena z uporabo lokalno izdelanega nadomestnega elementa, v pričakovanju popolne inženirske analize in oblikovanja dolgoročne rešitve. 4. oktobra je bila nameščena trajna nadomestna opora, vsi pasovi pa so se znova odprli 7. oktobra 2020.